# L'Ours en peluche
Pour les articles homonymes, voir Ours en peluche (homonymie).
Pour plus de détails, voir Fiche technique et Distribution.
L'Ours en peluche est un  film franco-italien, réalisé par Jacques Deray, sorti en salles en 1994.

## Synopsis
Le professeur Jean Rivière reçoit des appels téléphoniques qui l'accusent de meurtre. Un ours en peluche lui arrive par courrier.

## Fiche technique
- Titre : L'Ours en peluche
- Réalisation : Jacques Deray
- Scénario : Jean Curtelin, Filippo Ascione, Dardano Sacchetti et Jacques Deray, d'après le roman éponyme de Georges Simenon
- Direction de la photographie : Luciano Tovoli
- Musique : Romano Musumarra
- Montage : Nino Baragli
- Décorateur de plateau : François de Lamothe
- Création des costumes : Enrico Luzi (en)
- Format : couleur
- Son : Stéréo
- Sociétés de production : M.M.D. Rome, Les Films Alain Sarde, I.D.A. et TF1 Films Production
- Genre : thriller
- Durée : 84 minutes
- Date de sortie : 10 août 1994 en France

## Distribution
- Alain Delon : Jean Rivière
- Laure Killing : Christine Rivière
- Alexandra Winisky : Axelle Rivière
- Madeleine Robinson : la mère de Jean
- Francesca Dellera : Chantal
- Claudia Pandolfi : Claudia Spinelli
- Mattia Sbragia : Giorgio Spinelli
- Regina Bianchi : la grand-mère de Claudia
- Paolo Bonacelli : Novacek
- Franco Interlenghi : Sylvain